# Hofamt Priel
Hofamt Priel är en ort och kommun  i Österrike. Den ligger i distriktet Melk i förbundslandet Niederösterreich,  100 km väster om huvudstaden Wien. 
Kommunen består av 27 orter (Ortschaften) (inom parentes invånarantal 1 januari 2024):

- Am Reitern (53)
- Brand (26)
- Doberg (5)
- Eben (18)
- Fahrenbach (4)
- Feldmüllerstall (22)
- Forsthub (67)
- Gartln (23)
- Graslhof (0)
- Harland (12)
- Hinterhaus (0)
- Hofamt Priel (451)
- Holzian (56)
- Kalz/Reith (169)
- Klaus (0)
- Kleehof (15)
- Knogl (57)
- Mitterberg (75)
- Pemperreith (22)
- Rehberg (35)
- Rosenbichl (47)
- Rote Säge (0)
- Rottenberg (84)
- Rottenhof (54)
- Viehtrift (63)
- Weins (317)
- Ysperdorf (33)